# North American FJ Fury

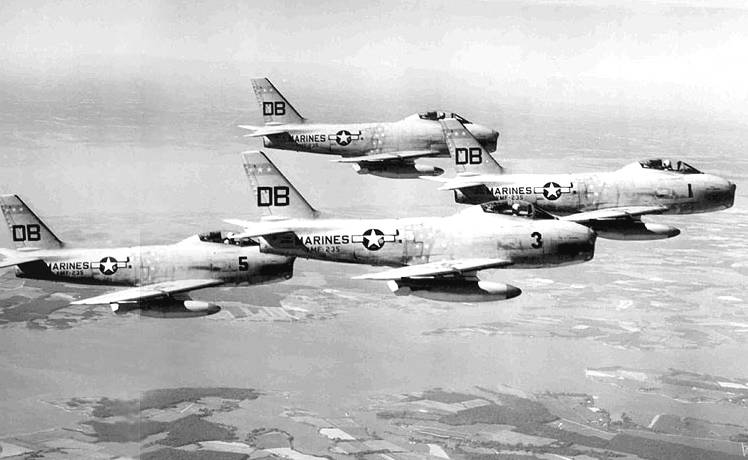
FJ-3M

North American FJ Fury có thể chỉ vài loại máy bay trong nhóm máy bay tiêm kích và tiêm kích-bom, do hãng North American Aviation chế tạo cho Hải quân Hoa Kỳ, có liên quan ở vài góc độ với F-86 Sabre thuộc Không quân Hoa Kỳ:
- North American FJ-1 Fury
- North American FJ-2/-3 Fury
- North American FJ-4 Fury